# 宝船 (中国)

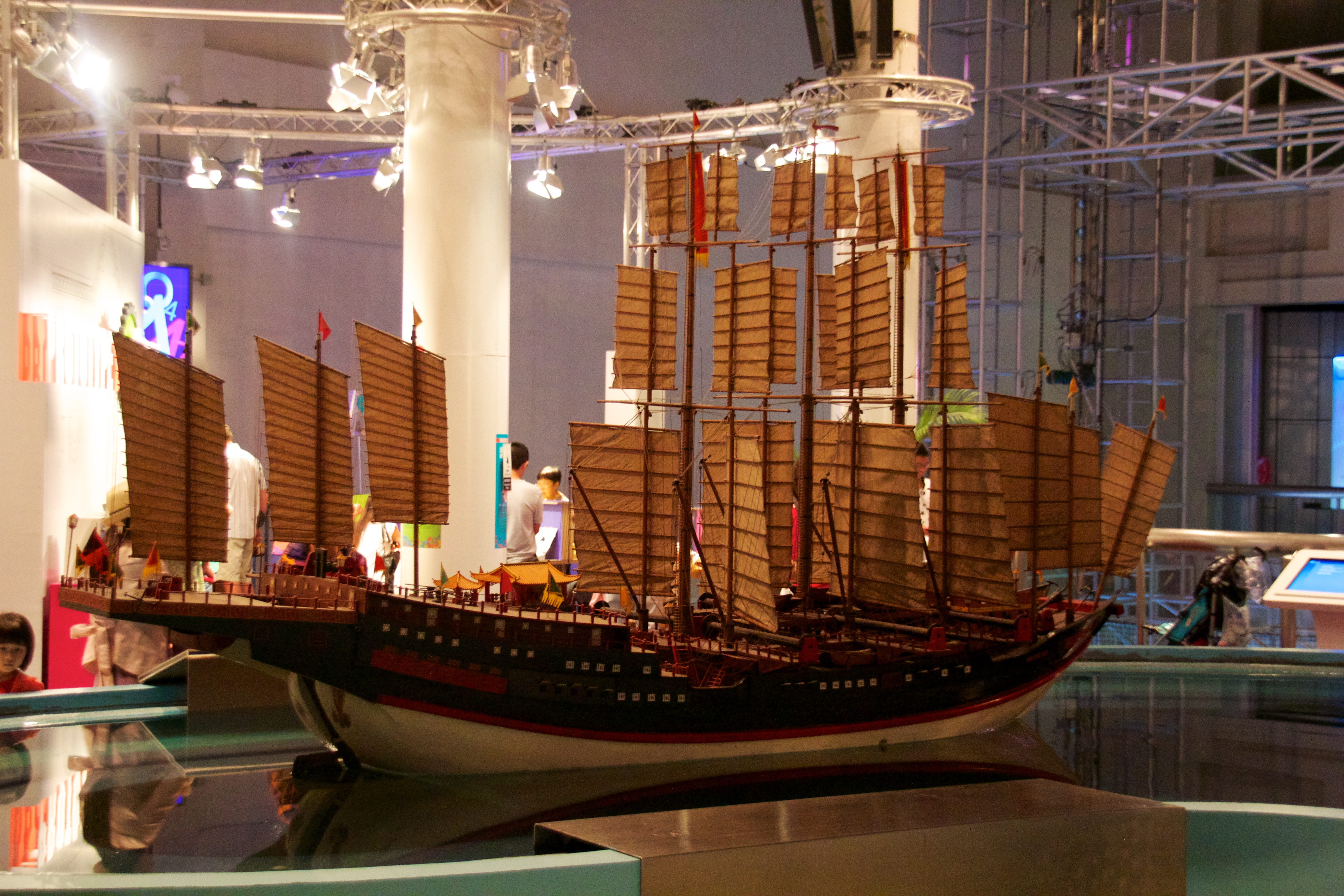
十二帆宝船的模型

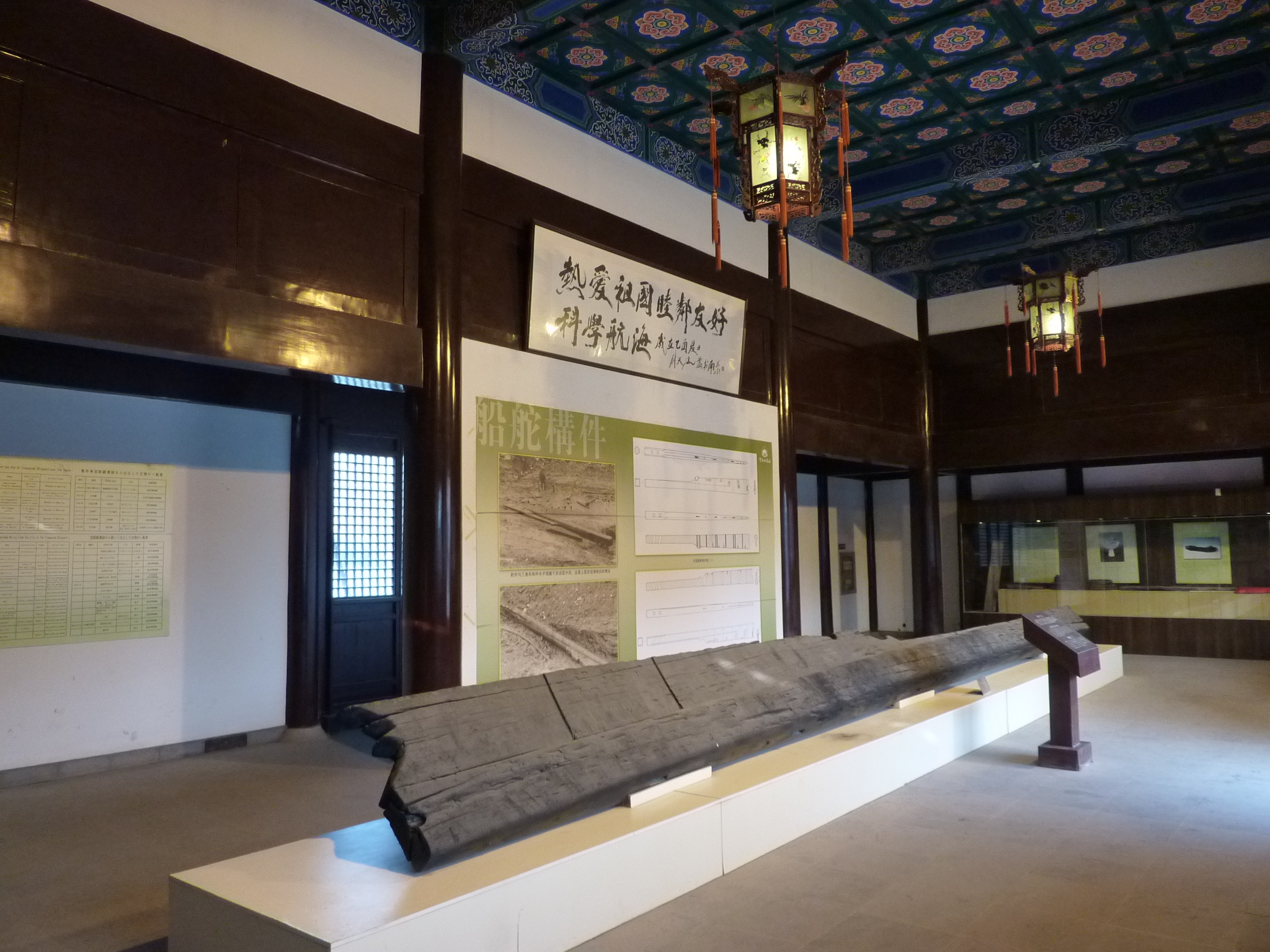
船廠出土的船舵

宝船，又名宝舟，为郑和下西洋时所用船队中最大的海船，是郑和船队中的主力旗舰。宝船的具体形制结构及尺度大小一直存有争议。一般认为其具有多种不同的船型，大小也不尽相同，但均为当时世界上首屈一指的大型舰船，被描述为“体势巍然，巨无与敌，篷帆锚舵，非二三百人莫能举动”, 航行时“维销挂席，际天而行”。

## 歷史文獻记載
伊本·白图泰所著的《伊本·白图泰游记》有记載對宋元时代來往印度洋的中国海船的描述：「大者张12帆，载1000人，其中六百名水手，400名士兵弓箭手等。大船用20至30摇橹，每橹15至30人摇，单是操作摇橹，需要300至900人。」
随郑和下西洋的翻译官马欢所著的《瀛涯胜览》有三种定稿本，分别是《说集本》，《淡生堂本》和《三宝征夷集本》。明抄本《说集本》：「宝船六十三号，大者长四十四丈四尺，阔一十八丈，中者长三十七丈，阔一十五丈。」。《瀛涯胜览》明抄本《淡生堂本》：「宝船六十三号，大者长四十四丈四尺，阔一十八丈，中者长三十七丈，阔一十五丈。」。《瀛涯胜览》明抄本《三宝征夷集本》：「宝船六十三只，大者长四十四丈四尺，阔一十八丈，中者长三十七丈，阔一十五丈。」。 然而早期的《瀛涯胜览》並沒有寶船尺度的相關記錄，其尺度的記載亦只出現在後期的版本.
1434年随郑和下西洋的龚珍在《西洋番国志》中记录：「其所乘之宝舟，体势巍然，巨无以敌。蓬、帆、摇橹，非二三百人莫能举动。」。
《郑和家谱·下西洋船舶》：「拨舡六十三号，大船长四十四丈，阔一十八丈；中船长三十七丈，阔十五丈」。
明顾起元《客座赘语·宝船厂》：「宝船六十三号，大船长四十四丈四尺阔一十八丈，中船长三十七丈，阔一十五丈。」。
《明史稿》《郑和传》：「和等造大船，修四十四丈，广十八丈，中容数百人。」。清代《明史·鄭和傳》记载：「造大舶，修四十四丈，广十八丈者六十二。」。
费信的《星槎胜览》：「永乐七年己丑，上命正使太监郑和等统领官兵，驾使海船四十八号，往诸番国开读赏赐。是岁秋九月，自太仓刘家港开船，十月到福建长乐太平港泊。十二月，福建五虎门开洋，张十二帆，顺风十昼夜，至占城国」。
明罗懋登《西洋通俗演义》对郑和下西洋的船队有较详细的叙述，郑和船只，最大的一号船，上有九桅杆，名为宝船，长四十四丈四尺，阔一十八丈，共36号：二号船立八道桅杆，名为马船，长三十七丈，阔一十五丈，共700号；三号上立七桅杆，船名为粮船，长二十八丈，阔一十二丈，共240号；四号船上立六桅杆，名为坐船，长二十四丈阔九丈四尺，共300号，五号船上立五桅杆，名为战船，长一十八丈，阔六丈六尺，共180号。然而罗懋登著的《西洋通俗演义》是一類「演義小說」,而其亦是已知最早的寶船尺度記錄，其他文獻中的寶船尺度描述均出自該小說，因此真確性成疑.
明祝允明《前闻记》记载，郑和下西洋所用的海船，有一号二号等，有清和号、惠康号、长宁号、安济号、清远号等，有以船上用橹之大小，分别为大八橹、小八橹。
《明史·兵志》记：「宝船高大如楼，底尖上阔，可容千人」。

## 爭論
关于鄭和宝船是不是如《明史》所记载的那样大，有两派不同的观点。
- 肯定派：

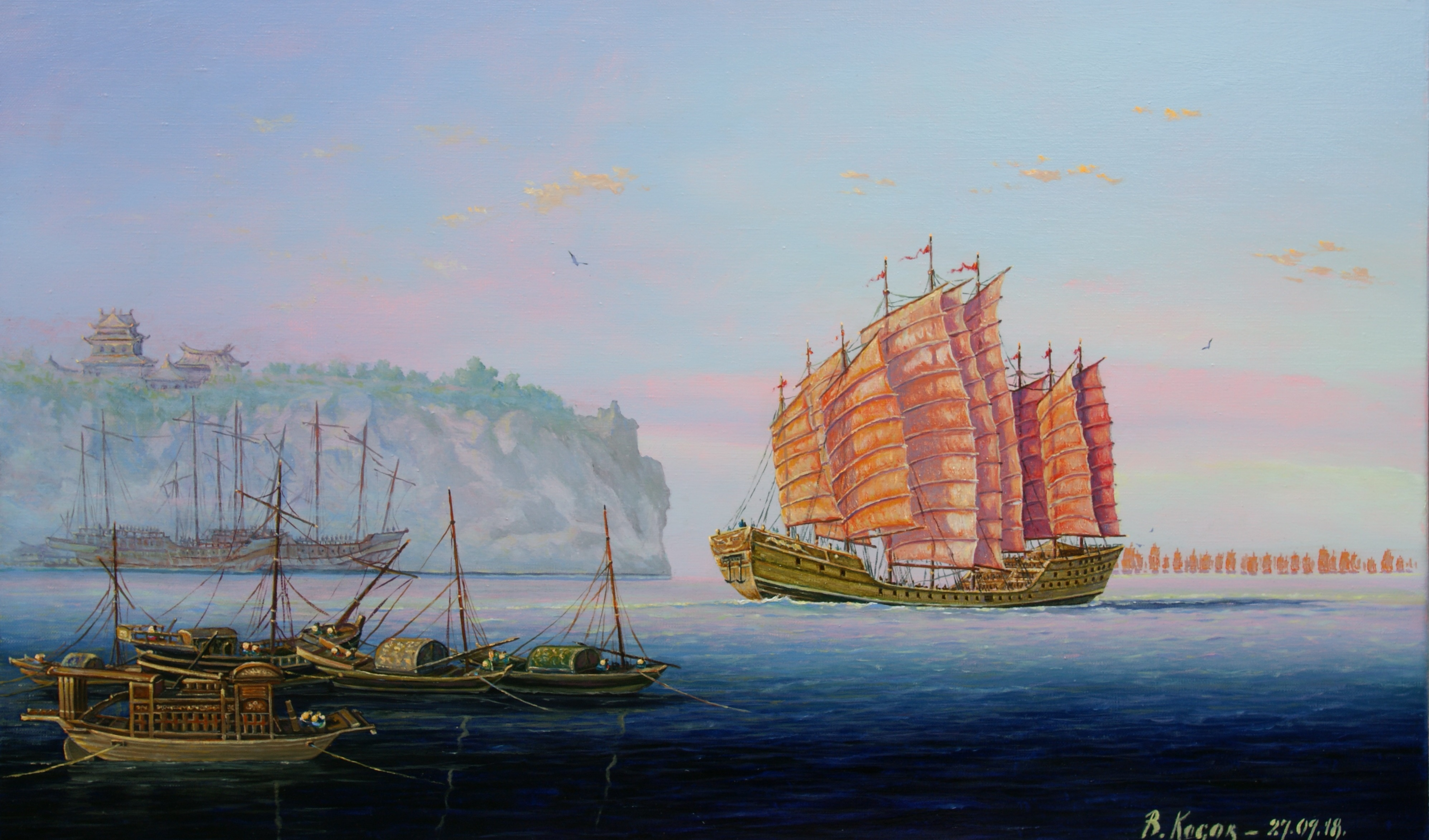
《鄭和歸來》。 藝術家弗拉基米爾·科索夫 2018

  - 曾有學者以簡單的材料力學理論計算四十四丈長的寶船所需強度與結構厚度等，假设龙骨是用钢做，则其所得在一合理範圍內。[來源請求]
  - 曾有學者以現代船舶的統計回歸資料略估鄭和寶船的船型及各種流體動力學方面的性能，並且推估其阻力與動力來源尚稱合理。[來源請求]
  - 伊本·白图泰游记中早已纪录中国巨大的12張帆可载千人的海船。白图泰的纪录可作为12帆载千人的宝船的旁证。
  - 南京郑和造船厂的船坞宽可容20丈，與寶船尺寸相符。
  - 南京静海寺郑和残碑所记“两千料海船”，不是“宝船”，而是较小的“战座船”。

- 质疑派：
  - 认为《明史·鄭和傳》記载出自《三宝太监西洋通俗演义记》。[來源請求]
  - 根据南京静海寺郑和所立残碑记载：「永樂三年，將領官軍乘駕二千料海船並八擼船……清海道。永樂四年，大船駐於舊港港口，即古之三佛齊。……首陳祖義、金志名等，於永樂五年七月內回京。由是永樂七年，將領官軍乘駕一千五百料海船並八擼船。……國王亞烈苦奈柰兒謀劫錢糧船隻」；根据龍江喬廠誌的尺度，四百料船計為約100噸排水量，二百料船計為約50噸排水量，因此二千料船估計為400噸排水量上下，計算後二千船的尺度只與明清封舟相約，即長約45米，闊約9米，深約4.3米，而遠未達44丈長(約137米)的尺度。
  - 造船厂出土的11.07米长舵桿僅適合用於四到五倍長的福船，船长约为45到55米。（若寶船是較不耐風浪的沙船，則尺寸相符。）
  - 至今未有人复制能够实际航行的44丈“宝船”。（目前复制中的宝船多采用质疑派的说法。）
  - 认为木材强度有限，过大的船体无法保证水密性，难以做长时间的航行。[10]
  - 據洪保墓中的壽藏銘銘文中提到的五千料大福號和南船記一書中記載的一百料船、一百五十料船、二百料船、四百料船去進行估算，達到五千料的大福號亦不過七十公尺長和十四公尺寬，而大福號應該是該次出航的旗艦，才會特地在壽藏銘中記載此船，亦即大福號極有可能是寶船(旗艦)。用此方法估算寶船尺寸方為合理。而壽藏銘的銘文應當是在洪保仍健在時確定，他身為鄭和的副使，可信度極高。
  - 中國對數字的紀錄常有誇大的成分明朝崇祯时焦勖编写的《火攻掣要》记载的西洋大船尺寸“大者长六十丈、阔二十丈”已经超过郑和宝船尺寸 但當時西洋並沒有這樣大的船

## 寶船還原
西元2010年，由中國南京鄭和寶船廠所製造的一艘可進行遠洋航行的仿明代鄭和寶船的寶船主體，經已完成三分一；該船長逾71米，排水量達一千六百噸，自上而下共五層。寶船以中國的傳統工藝方式建造，預料於2011年完成船體的安裝，2013年進行航行試驗。2012年7月：“仿古鄭和寶船船體落成儀式”舉行，船體主體框架基本完成。但是在船身主體已經完工，龍骨、船舷側外板也已安裝到位后，寶船復建工作就已暫停。

## 模拟航海性能

### 有效馬力與速率
若是在速率五節時，寶船模型比福船的阻力小92%。以接近一般帆船的速率來看，若是能提供 50kW 的功率，寶船能達到約 4.4 節。福船之浸水表面積大於寶船，所以使得福船阻力大於寶船，使寶船船速會大於福船。按文獻上的航行路线和时间推算，宝船每日航行大概一百海里，航速平均大概四至五节。

### 橫搖穩度與安全性
寶船模型的穩度消失角約為84度。穩度消失角相當大，但並非不合理或不可能。一些現代船隻也常有超過90度的穩度消失角。寶船稜塊係數適中，狀似圓型；使其能够有大的穩度消失角。最大扶正力臂及其對應的橫傾角為衡量大傾角穩度之重要指標。以最大值發生的角度來看。寶船其船寬大、乾舷也大，使其扶正力臂最大值較早出現，故仍具有足夠之扶正力矩，表示其能承受大的橫傾角，在海上有良好的運動性。寶船模型橫搖週期的數值約為 2.2 秒到 2.8 秒左右。